# Xylotrupes gideon
Espèce
Xylotrupes gideon est une espèce de scarabées-rhinocéros, d'abord décrite sous le nom de Scarabaeus gideon (en l'honneur du valeureux Gédéon) par Carl von Linné en 1767, puis classée sous le genre Xylotrupes par Guérin-Méneville en 1830. Son nom vernaculaire est scarabée-rhinocéros siamois, ou bien scarabée de combat, car ils sont utilisés par les parieurs asiatiques pour des jeux de combat. On rencontre cette espèce en Thaïlande, en Birmanie et aux Philippines. Elle se trouve aussi en Australie et dans les îles Salomon. Elle est nuisible pour les cultures fruitières.

## Description
Xylotrupes gideon mesure entre 3,5 et 7 centimètres de longueur. Les mâles, plus grands que les femelles, possèdent une corne thoracique chitineuse épaisse terminée en deux pointes et une corne céphalique qui leur servent à éliminer leurs rivaux pendant la période d'accouplement. Les yeux sont de chaque côté de la tête. La couleur de fond de Xylotrupes gideon est noire.
Il émet des grincements en frottant l'extrémité de son abdomen contre le bord rigide de ses élytres pour éloigner les prédateurs.

## Ethnoentomologie
Dans le Nord de la Thaïlande, des duels de scarabées sont couramment organisés. Ces combats d’insectes du type xylotrupes gideon appelés Kwang localement sont à bien des égards surprenants, notamment du fait qu’il est sans doute plus difficile d’attribuer à un scarabée qu’à un autre animal des caractéristiques anthropomorphiques et qu'il est plus compliqué encore de deviner ce qu’il perçoit. Le duel de scarabées met à l’épreuve une forme de zoomanité trouble fondée sur une forme d’attachement inédite entre l’homme et l’animal.